# Kogalym
Kogalym (en russe : Когалым) est une ville russe située dans le district autonome des Khantys-Mansis–Iougra. Sa population s'élevait à 59 994 habitants en 2013.

## Géographie
Kogalym est arrosée par la rivière Ingouïagoun et se trouve dans la plaine de Sibérie occidentale, à 120 km au nord-est de Sourgout, à 320 km au nord-est de Khanty-Mansiïsk et à 2 199 km au nord-est de Moscou.
Kogalym fait partie du raïon de Sourgout.

## Histoire
Kogalym a été fondée en 1975 en raison du développement des champs pétrolifères de la région. Elle a le statut de ville depuis le 15 août 1985.

## Population
Recensements (*) ou estimations de la population
| 1980  | 1989*  | 2002*  | 2006   |
| ----- | ------ | ------ | ------ |
| 4 500 | 44 297 | 55 367 | 57 752 |

| 2010*  | 2012   | 2013   | 2014 |
| ------ | ------ | ------ | ---- |
| 58 181 | 58 803 | 59 994 | -    |

## Économie
L'économie de la ville repose sur l'extraction du pétrole et du gaz. La principale entreprise de Kogalym est la société OOO Lukoil-Zapadnaïa Sibir (ООО "ЛУКойл-Западная Сибирь"), qui extrait du pétrole et du gaz.
La ville est desservie par l'aéroport de Kogalym.